# Lucien Petit-Breton
Vous lisez un « bon article » labellisé en 2016.
Lucien Georges Mazan, dit Lucien Petit-Breton, né le 18 octobre 1882 à Plessé (Loire-Inférieure) et mort le 20 décembre 1917 à Troyes (Aube) à la suite d'un accident de la circulation sur le front, est un cycliste français. Il passe son enfance en Argentine où son père, artisan horloger-bijoutier, s'installe dans les années 1880 après une défaite électorale. Il y fait ses débuts en compétition et se fait appeler « Petit-Breton » pour cacher à sa famille ses participations aux épreuves cyclistes, une passion que son père désapprouve.
De retour en France, Lucien Petit-Breton obtient très vite des résultats probants et se constitue un palmarès très riche. Vainqueur du Tour de France en 1907 et 1908, il est le premier coureur à remporter deux fois l'épreuve. Il y compte par ailleurs sept victoires d'étapes. Rouleur d'exception, il gagne le Bol d'or en 1904, une épreuve sur piste de 24 heures. Lucien Petit-Breton compte également des succès sur des classiques prestigieuses : Paris-Tours, Paris-Bruxelles, ainsi que la première édition de Milan-San Remo en 1907. Ces victoires en font l'un des coureurs les plus titrés d'avant-guerre. Observateur averti de son sport, il signe plusieurs chroniques dans l'hebdomadaire La Vie au grand air pour lequel il couvre notamment le Tour de France.
Affecté au 20e escadron du Train lors de la Première Guerre mondiale, il est victime d'un accident de la route alors qu'il se rend au front et succombe à ses blessures quelques heures plus tard. Il est, avec Octave Lapize et François Faber, l'un des trois vainqueurs du Tour morts pour la France lors du premier conflit mondial.

## Biographie

### Jeunes années
Lucien Mazan naît le 18 octobre 1882 à Plessé, dans la Loire-Inférieure. Son père, Clément Mazan (1857-1920), exerce la profession d'horloger-bijoutier. En 1880, celui-ci se lance en politique et se présente notamment l'année suivante aux élections législatives où il essuie un revers cinglant. Il perd rapidement une importante partie de sa clientèle et donc son rang social. À cette époque, l'Argentine cherche à se développer en attirant des artisans européens qualifiés. En 1890, Clément Mazan et sa femme Désirée (née Moyon 1863-1943) embarquent avec leurs enfants pour l'Argentine et ouvrent une boutique à Buenos Aires,,.
À 14 ans, Lucien travaille en qualité de groom au Jockey club, l'hôtel le plus prestigieux de Buenos Aires. À 16 ans, il gagne une bicyclette à la loterie et commence dès lors à s'entraîner intensivement. La passion du cyclisme le gagne peu à peu et il suit notamment l'actualité des compétitions françaises dans les magazines sportifs. Son père désapprouve fermement la compétition cycliste, qu'il juge comme une distraction inutile et considère les coureurs comme des saltimbanques. Lucien Mazan se fait alors inscrire sur les courses argentines sous le pseudonyme « Breton », en référence à sa région natale, pour cacher sa participation à son père. Il obtient rapidement de bons résultats et devient champion d'Argentine sur piste en 1899, à 17 ans, puis sur route.

### Retour en France et carrière professionnelle

#### Exploits sur la piste (1902-1904)
Lucien Mazan revient en France en 1902 et s'installe à Paris dans le but de faire du cyclisme en tant que professionnel. Son ami écrivain et journaliste Jacques Mortane affirme qu'il ne parle alors quasiment pas français. Un autre coureur sur piste se nommant Breton, il transforme son pseudonyme pour éviter toute confusion et se fait appeler « Petit-Breton ». Le public le surnomme rapidement « l'Argentin » ou « l'élégant Argentin ». À son arrivée dans la capitale, Lucien Petit-Breton court essentiellement sur piste. Il se distingue en prenant la 2e place du Bol d'or en 1902, une épreuve de vingt-quatre heures, derrière Constant Huret, une référence en la matière puisqu'il remporte là sa quatrième victoire dans l'épreuve. En 1904, Lucien Petit-Breton gagne à son tour le Bol d'or sur le vélodrome Buffalo devant Léon Georget.

#### Premières participations au Tour de France et succès sur les classiques (1905-1907)

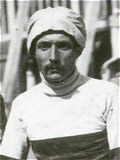
René Pottier gagne le Tour de France 1906 lors duquel Lucien Petit-Breton termine 4e et premier de la catégorie des poinçonnés.

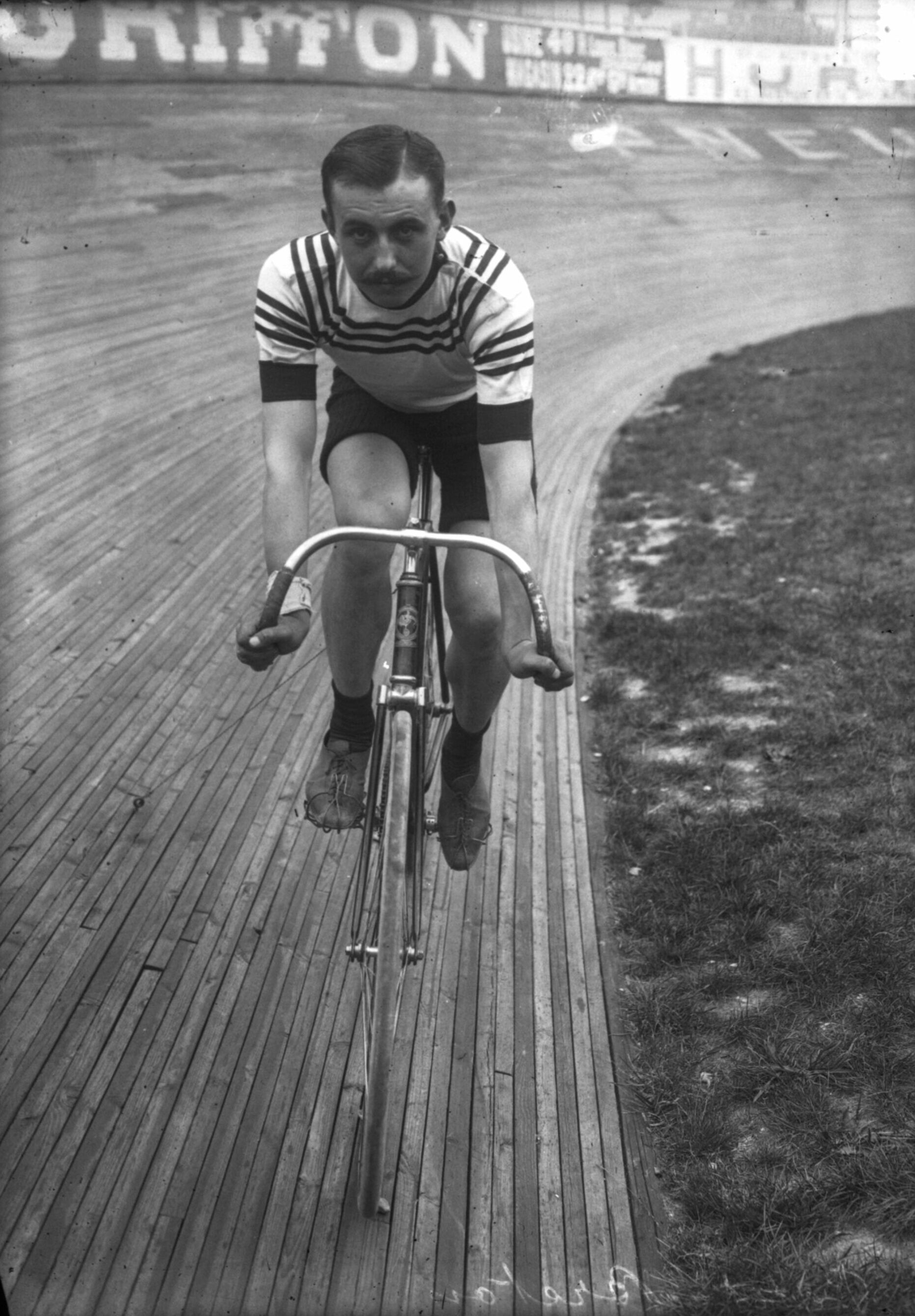
Lucien Petit-Breton, recordman de l'heure en 1905.

En 1905, Lucien Petit-Breton participe à son premier Tour de France. Le classement général est alors établi par points, en additionnant les places obtenues par les coureurs aux arrivées d'étapes. Louis Trousselier sort vainqueur de cette troisième édition tandis que Lucien Petit-Breton obtient une honorable 5e place pour ses débuts dans l'épreuve. Il se classe notamment à la deuxième place d'une étape à trois reprises : à Grenoble, Toulouse et Paris. Fin juillet, dans sa première tentative d'établir le record de l'heure, il parcourt 40,432 km, loin de la meilleure performance détenue par l'Américain Willie Hamilton avec 40,781 km. Un mois plus tard, il effectue une deuxième tentative et dépasse  le record en parcourant 41,110 km.
En 1906, Lucien Petit-Breton se classe quatrième du Tour de France, à 34 points du vainqueur René Pottier. Cette performance lui vaut d'être le premier de la catégorie dite « des poinçonnés », c'est-à-dire des coureurs à qui il est interdit tout changement de machine au cours de l'épreuve. Un journaliste de L'Auto affirme que cette performance est « comparable à celle de Pottier, si l'on considère les difficultés sans nombre que Petit-Breton a dû surmonter ». Sur ce tour, il termine à nouveau deuxième d'étape à Nancy, Bordeaux et Nantes. Le 30 septembre, Lucien Petit-Breton remporte la classique Paris-Tours devant deux anciens vainqueurs du Tour de France, Louis Trousselier et Henri Cornet,.
Le 14 avril 1907, il prend le départ de la première édition de la classique Milan-San Remo. Trente-trois coureurs s'élancent. L'Italien Giovanni Gerbi, son coéquipier chez Bianchi, attaque en tête de course et se retrouve seul avec 3 minutes d'avance sur ses poursuivants au sommet du passo del Turchino. Il est cependant rejoint par le Français Gustave Garrigou et décide d'attendre Lucien Petit-Breton, qui revient sur les deux hommes de tête dans la descente du capo Berta. Alors que les trois hommes arrivent ensemble dans les environs de San Remo, Lucien Petit-Breton place une attaque pendant que Giovanni Gerbi neutralise Gustave Garrigou ; il gagne en solitaire le premier Milan-San Remo de l'histoire,.

#### Première victoire sur le Tour de France (1907)
« Jamais personne, dans aucune course sur route, ne fit preuve d’une supériorité plus profonde, aussi devons-nous le classer parmi les champions les plus célèbres que la Vélocipédie ait jamais produit. »

— Charles Ravaud, L'Auto du 10 août 1908

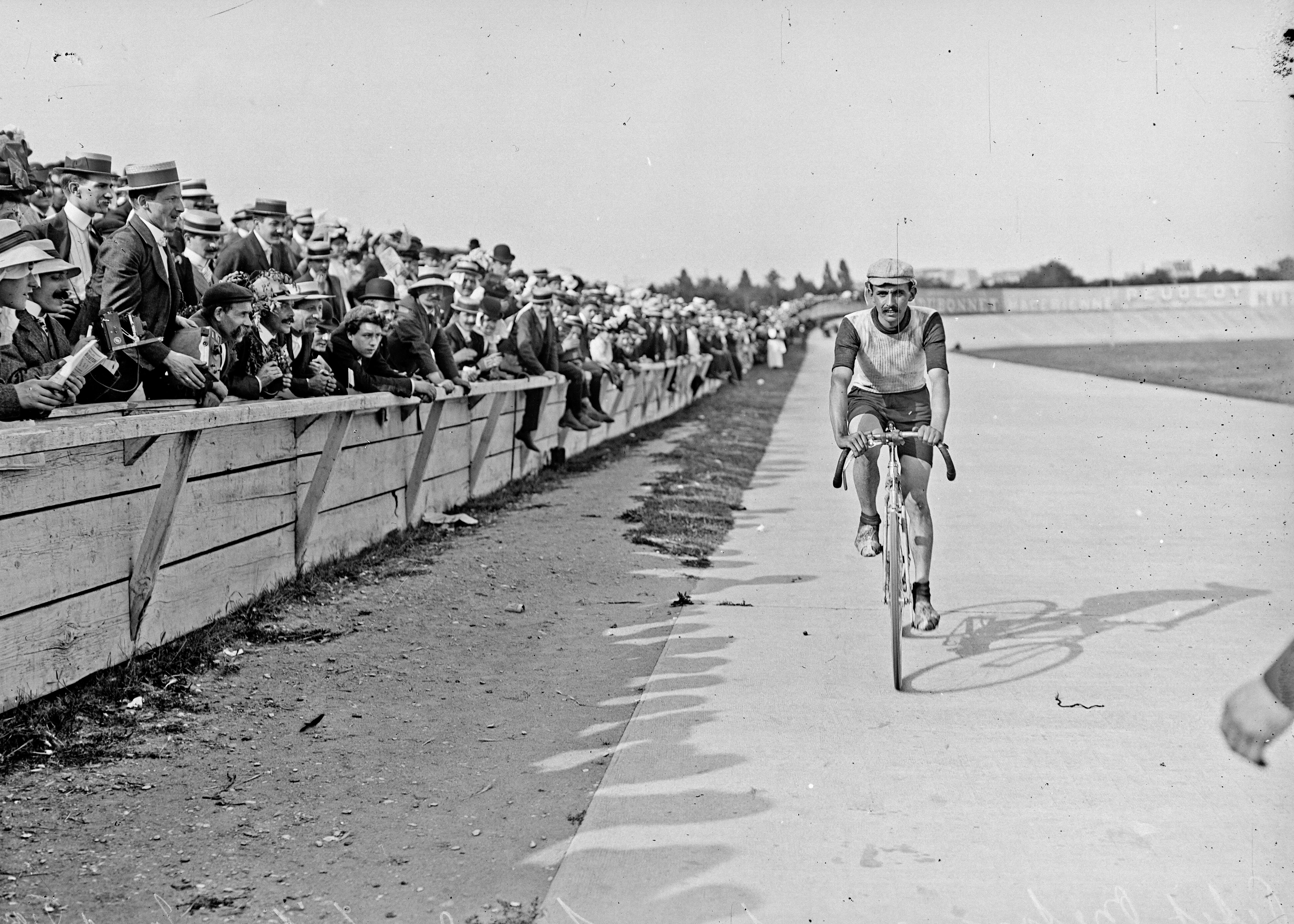
Lucien Petit-Breton fait un tour de piste au Parc des Princes pour célébrer sa victoire sur le Tour de France 1907.

Le Tour de France 1907 s'élance sans qu'un grand favori ne se détache, alors que René Pottier, le vainqueur sortant, s'est donné la mort au mois de janvier précédent. Pour sa troisième participation à l'épreuve, Lucien Petit-Breton figure à nouveau parmi la catégorie des « poinçonnés ». Louis Trousselier, vainqueur du Tour en 1905, remporte la première étape entre Paris et Roubaix, mais c'est Émile Georget qui s'impose comme l'homme fort en ce début d'épreuve : il remporte cinq des sept étapes suivantes. À ce stade de la course, il domine le classement général avec 13 points, devant Louis Trousselier avec 29 points. Dans la neuvième étape entre Toulouse et Bayonne, Émile Georget chute lors du passage d'un point de contrôle. Le coureur Gonzague Privat lui prête alors son vélo, ce qui est contraire au règlement imposé par Henri Desgrange le directeur du Tour de France. Il est sanctionné et se retrouve classé au dernier rang de l'étape, perdant ainsi toutes ses chances de bien figurer au classement général. Pendant ce temps, Lucien Petit-Breton remporte sa première étape dans le Tour de France au terme d'une échappée en solitaire de près de 250 kilomètres. Henri Desgrange salue la performance du coureur dans les colonnes de son journal L'Auto : « Quand on songe que cet homme traîne avec lui le formidable handicap d’une machine poinçonnée et qu'il a sans cesse dans la pensée le souci de surveiller sa machine, de ne point la détériorer, d'éviter pour elle jusqu'au moindre cahot de la route, on demeure stupéfait que cet homme puisse occuper encore la troisième place du classement général. ». Lucien Petit-Breton prend la tête du classement général lors de la victoire de Gustave Garrigou à Bordeaux lors de la 10e étape. Il s'impose à Nantes lors de l'étape suivante, sa deuxième victoire sur le Tour. À l'arrivée à Paris, Lucien Petit-Breton est le grand vainqueur : il remporte le Tour de France avec un total de 47 points, devant Gustave Garrigou et Émile Georget.

#### Deuxième victoire sur le Tour de France (1908)

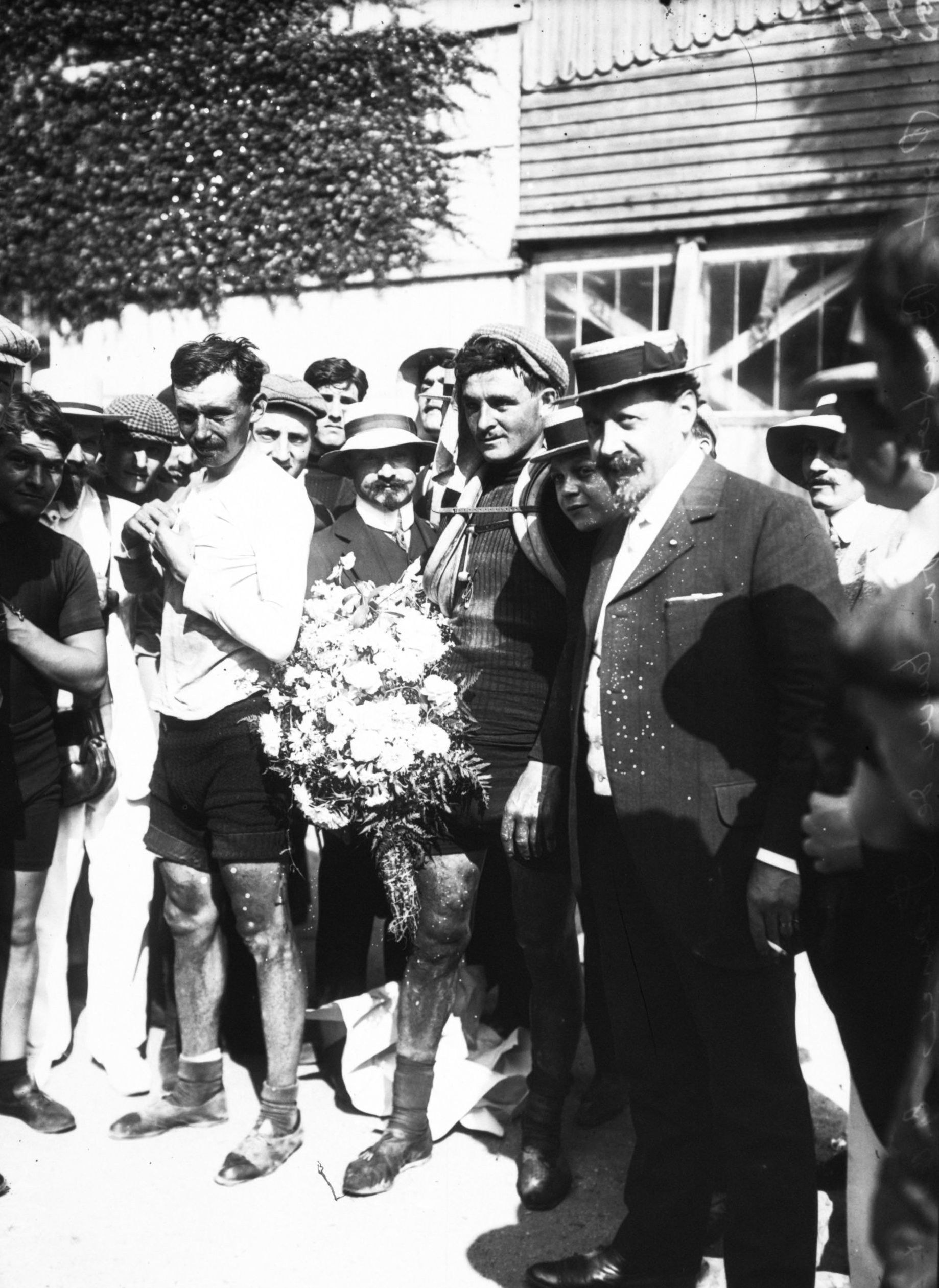
Lucien Petit-Breton après sa victoire sur le Tour 1908.

Lors de la saison 1908, Lucien Petit-Breton démontre l'étendue de son talent. Il s'impose sur le Tour de Belgique en y gagnant quatre étapes, puis remporte la classique Paris-Bruxelles en devançant Cyrille Van Hauwaert d'une longueur. Au départ du Tour de France 1908, l'équipe Peugeot présente des coureurs redoutables : le vainqueur sortant Lucien Petit-Breton est entouré de François Faber, Émile Georget, Hippolyte Aucouturier et Henri Cornet. La première étape entre Paris et Roubaix est remportée par le Français Georges Passerieu, également chez Peugeot, devant Lucien Petit-Breton. Ce dernier s'impose lors de l'étape suivante à Metz, marquée par l'abandon de Louis Trousselier, vainqueur du Tour de France 1905. À l'arrivée à Metz, Lucien Petit-Breton s'impose au sprint devant Georges Passerieu, ce qui conduit les deux hommes à occuper conjointement la première place du classement général avec 3 points. Leur premier poursuivant, l'Italien Luigi Ganna, concède 4 points de retard alors que le 4e, Henri Lignon est déjà relégué à quinze longueurs. Le Luxembourgeois François Faber remporte les deux étapes suivantes : la première à Belfort après s'être échappé dans l'ascension du Ballon d'Alsace et au cours de laquelle Georges Passerieu finit seulement à la 30e place, la suivante à Lyon en devançant Gustave Garrigou au sprint. Deuxième à Belfort et troisième à Lyon, Lucien Petit-Breton prend largement la tête du classement général. Bien que largement distancé par Georges Passerieu dans la cinquième étape, lors de laquelle les coureurs empruntent la route du col de Porte, Lucien Petit-Breton prend la troisième place et conserve son rang au classement général. Le classement établi par points le favorise car il limite bien plus facilement l'écart avec ses rivaux qu'avec le classement général au temps.
Lucien Petit-Breton affirme sa supériorité dans la deuxième partie de ce Tour de France. Il remporte sa deuxième victoire d'étape à Nîmes devant son compagnon d'échappée Giovanni Gerbi. Il totalise 16 points au classement général, soit une avance de 33 points sur le second, Luigi Ganna. Seulement quinzième de l'étape, Georges Passerieu recule au quatrième rang du classement général derrière Gustave Garrigou. Lucien Petit-Breton est 2e à Toulouse derrière François Faber puis gagne à Bayonne en réglant au sprint un groupe de quatre coureurs, dont Giovanni Rossignoli, Gustave Garrigou et Henri Cornet. Avec deux autres victoires d'étape, à Nantes puis Paris, Lucien Petit-Breton remporte logiquement son deuxième Tour de France consécutif. Au classement général, il compte 36 points et devance nettement le Luxembourgeois François Faber, qui totalise 68 points, tandis que Georges Passerieu complète le podium avec 75 points. L'équipe Peugeot démontre qu'elle est bien la plus puissante du peloton car ses coureurs remportent l'intégralité des 14 étapes au programme de ce Tour, dont cinq à Petit-Breton et quatre à Faber. Avec ce succès, Lucien Petit-Breton devient également le premier coureur à remporter deux tours de France et voit sa popularité monter en flèche. Il annonce à l'arrivée de l'épreuve qu'il se retire de la compétition cycliste et qu'il ne courra pas le Tour de France 1909. Il désigne également son successeur en la personne de François Faber. Il déclare en parlant de lui : « Je suis convaincu que cet homme-là sera imbattable l'an prochain. »

#### Fin de carrière (1909-1914)

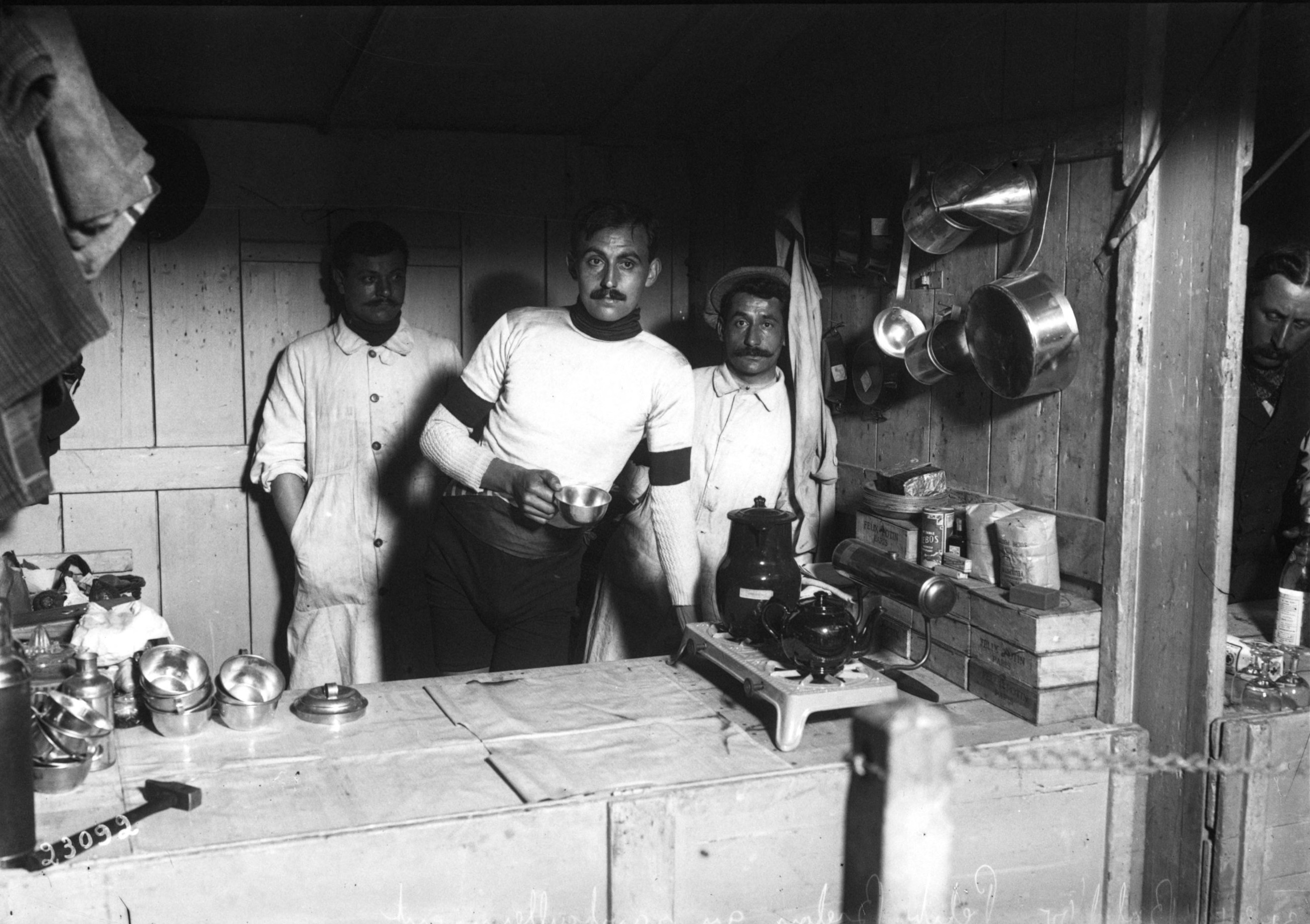
Lucien Petit-Breton au ravitaillement sur le Bol d'or 1912.

Après ses deux succès dans le Tour de France, Lucien Petit-Breton décide de s'établir en tant que commerçant. Son équipementier Peugeot lui propose la direction de l'agence de Périgueux où il s'installe au mois d'octobre de la même année. Le 24 novembre, il épouse Marie-Madeleine Macheteau, la fille d'un chapelier de la commune de Vallet, dans la Loire-Inférieure. Dès le printemps 1909, Lucien Petit-Breton choisit de reprendre la compétition mais multiplie les échecs. Il prend le départ du Tour d'Italie mais abandonne dès la 2e étape et renonce à prendre le départ du Tour de France. Il accepte toutefois de suivre la course dans une voiture officielle tout en rédigeant des articles pour le quotidien La Vie au grand air.
En 1910, Lucien Petit-Breton se classe 3e du championnat de France à Rambouillet, terminant à 7 min 27 s du vainqueur Émile Georget. Présent au départ du Tour d'Italie et du Tour de France, il abandonne à chaque fois. L'année suivante, il gagne la 5e étape du Tour d'Italie à Turin et occupe la tête du classement général pendant une étape avant d'abandonner. Sur le Tour de France, Lucien Petit-Breton est malchanceux. Engagé au sein de l'équipe La Française avec le vainqueur sortant Octave Lapize, il est victime d'une lourde chute dès la première étape et doit abandonner.

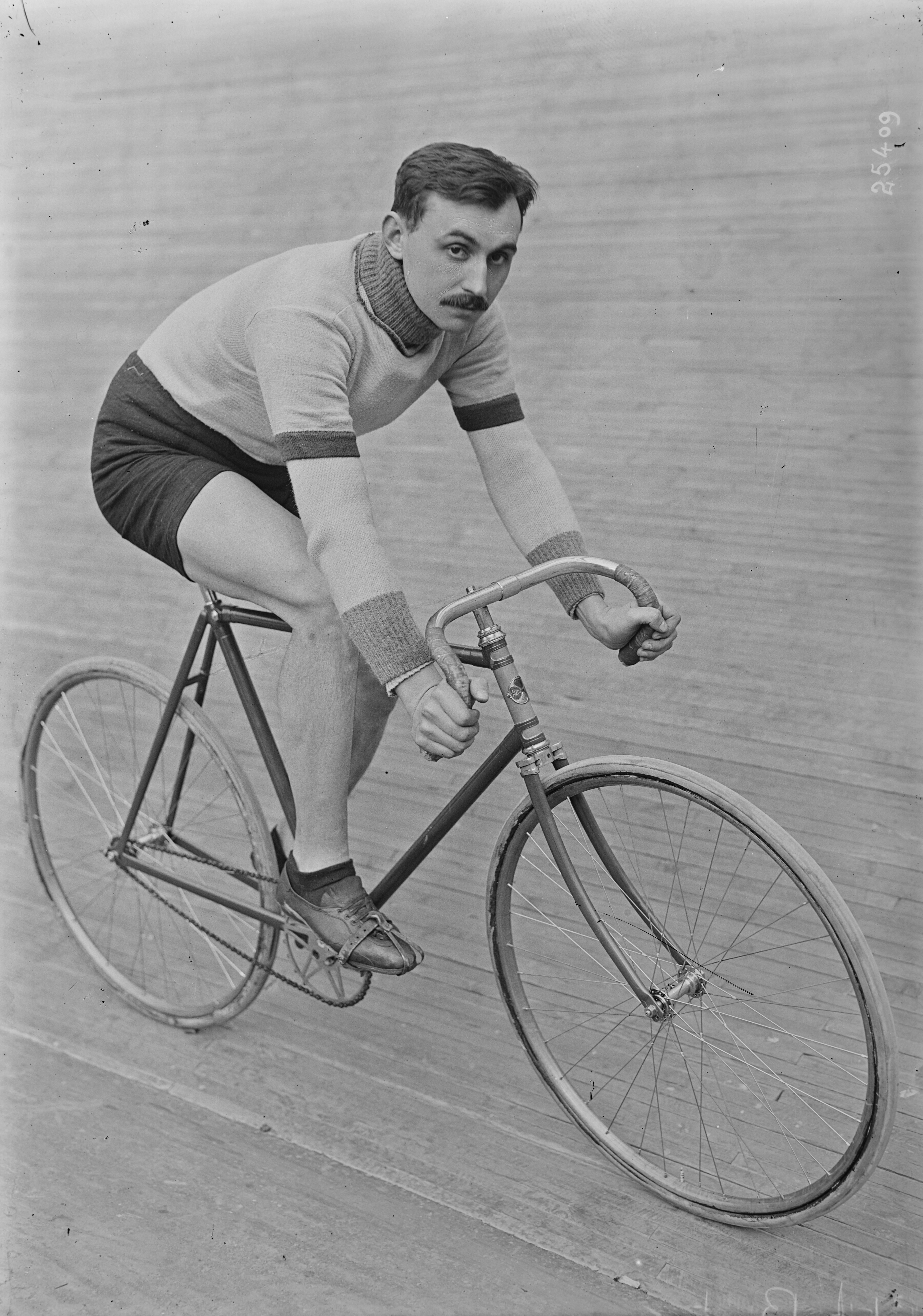
Lucien Petit-Breton est de retour sur la piste en 1912.

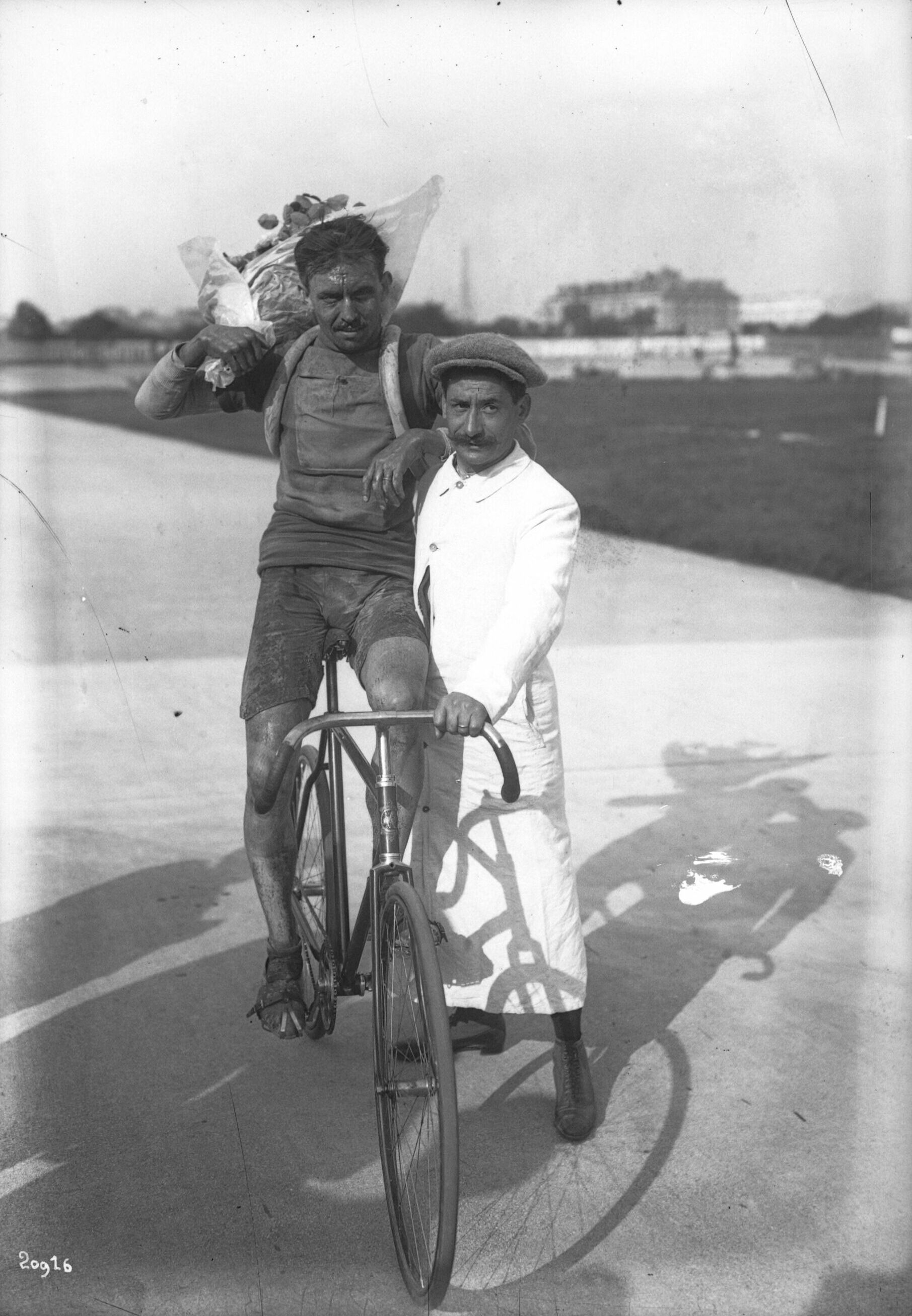
Lucien Petit-Breton à l'arrivée de Bordeaux-Paris en 1912, course qu’il termine à la deuxième place.

En 1912, Lucien Petit-Breton qui a rejoint l'équipe Peugeot obtient des résultats probants. Le 24 mars, il se classe 3e de Paris-Tours derrière les Belges Louis Heusghem et Charles Deruyter. Le 27 mai, il prend la 2e place de la classique Bordeaux-Paris. Présent dans le groupe de tête de six hommes, il est le dernier à résister lorsque s'opère la sélection aux environs de Dourdan et concède finalement 8 minutes sur le vainqueur Émile Georget. Il semble en mesure de remporter une nouvelle fois la classique Paris-Bruxelles, échappé avec Cyrille Van Hauwaert à dix kilomètres de l'arrivée, mais perd toutes ses chances de succès après avoir heurté une fillette qui se tenait sur le bord de la route, ce qui lui vaut une blessure sérieuse à la rotule. Sur le Tour de France, il abandonne une nouvelle fois en début d'épreuve après avoir heurté une vache dans la 2e étape. Au début du mois de septembre, il participe au Bol d'or, une épreuve qui l'avait révélé en 1904. Souffrant des genoux, il abandonne à la treizième heure de course alors qu'il occupe la 3e place du classement. Fin décembre, Lucien Petit-Breton se distingue sur les Six jours de Bruxelles dont il prend la 2e place avec son coéquipier Léon Comès, derrière le duo Octave Lapize-René Vandenberghe.
En janvier 1913, Lucien Petit-Breton se classe 2e des Six heures de Paris en compagnie de Léon Comès. Le duo est devancé par Octave Lapize et Victor Dupré, qui parcourent 233,1 kilomètres. Il prend part ensuite à la première édition des Six jours de Paris, organisés au vélodrome d'Hiver, faisant équipe avec Léon Georget. Alors qu'aucune équipe ne parvient à prendre l'avantage à l'issue des 144 heures de course, le règlement stipule que le classement doit être effectué au terme d'un sprint de dix tours. Lucien Petit-Breton se classe alors 5e. Le duo Alfred Goullet-Joe Fogler remporte l'épreuve grâce au sprint victorieux de l'Australien Goullet. La saison sur route de Lucien Petit-Breton lui est peu favorable au printemps comme en témoigne son abandon sur Paris-Roubaix à la suite d'une lourde chute. Il court ensuite le Tour de France 1913 pour l'équipe Automoto. Henri Desgrange, le directeur de l'épreuve, fait évoluer le règlement en abandonnant le classement par points au profit d'un classement général au temps. Lucien Petit-Breton se distingue en prenant la 2e place de la deuxième étape derrière le belge Jules Masselis. Il fait preuve ensuite d'une certaine régularité, puisqu'il se classe toujours parmi les cinq premiers entre la sixième et la dixième étapes, ce qui lui permet de remonter à la troisième place du classement général. Il finit ensuite 2e à Genève, Belfort et Longwy. Dans la 14e étape entre Longwy et Dunkerque, il est victime d'une chute en franchissant un caniveau près de Valenciennes. Lourdement touché au genou droit, il abandonne. Lucien Petit-Breton participe une dernière fois au Tour de France en 1914 et abandonne lors de la 9e étape entre Marseille et Nice.

### Mort pendant la Première Guerre mondiale
Alors que la Première Guerre mondiale est déclarée, Lucien Petit-Breton intègre le 20e escadron du Train. Il est affecté au pilotage des automobiles militaires à l'état-major. En mars 1917, alors qu'il est interrogé par le journal La Vie au Grand Air, il déclare quant à l'issue de la guerre et au sort des cyclistes : « Hélas ! À la reprise des vélodromes, combien d'entre nous auront disparu qui étaient la gloire de notre sport ? ». Il meurt le 20 décembre 1917 à l'hôpital de Troyes des suites d'un accident de la circulation sur le front. Sa dépouille repose au cimetière de Pénestin dans le Morbihan.

## Vie privée

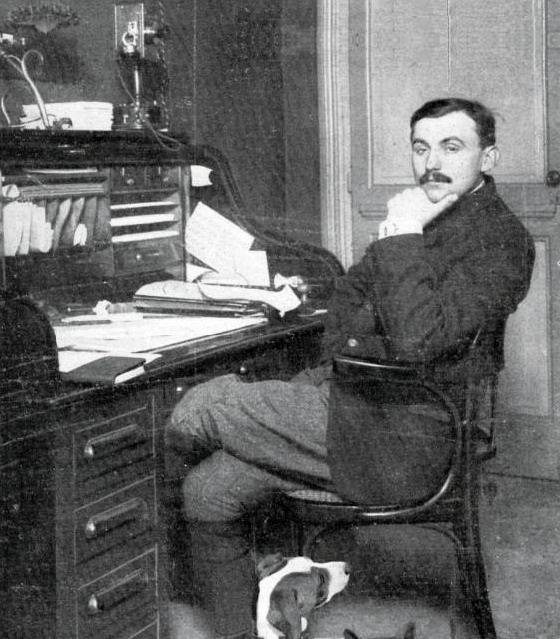
Lucien Petit-Breton au bureau de son magasin de Périgueux (1909).

Lucien Petit-Breton épouse Marie-Madeleine Macheteau le 24 novembre 1908, après sa deuxième victoire dans le Tour de France. Ils ont trois enfants, Lucie, Yvonne et Yves (1916-2001). Ce dernier, qui tient à conserver le patronyme Petit-Breton, est lui aussi un adepte du sport puisqu'il pratique le 110 mètres haies au sein du Paris université club. Après la Libération, il est journaliste sportif à Combat, puis devient directeur sportif des équipes cyclistes Automoto et Peugeot. Il dirige également l'équipe de l'Ouest sur le Tour de France 1948. La famille Petit-Breton vit à Pénestin, dans le Morbihan, où elle possède une maison au bord de la plage du Poudrantais. Les deux frères de Lucien Petit-Breton, Paul et Anselme, sont également coureurs cyclistes. Ce dernier, qui a participé au Tour de France 1907, est mort lui aussi pendant la Première Guerre mondiale tandis que Paul Mazan compte un titre de champion de France amateurs.

## Style et personnalité

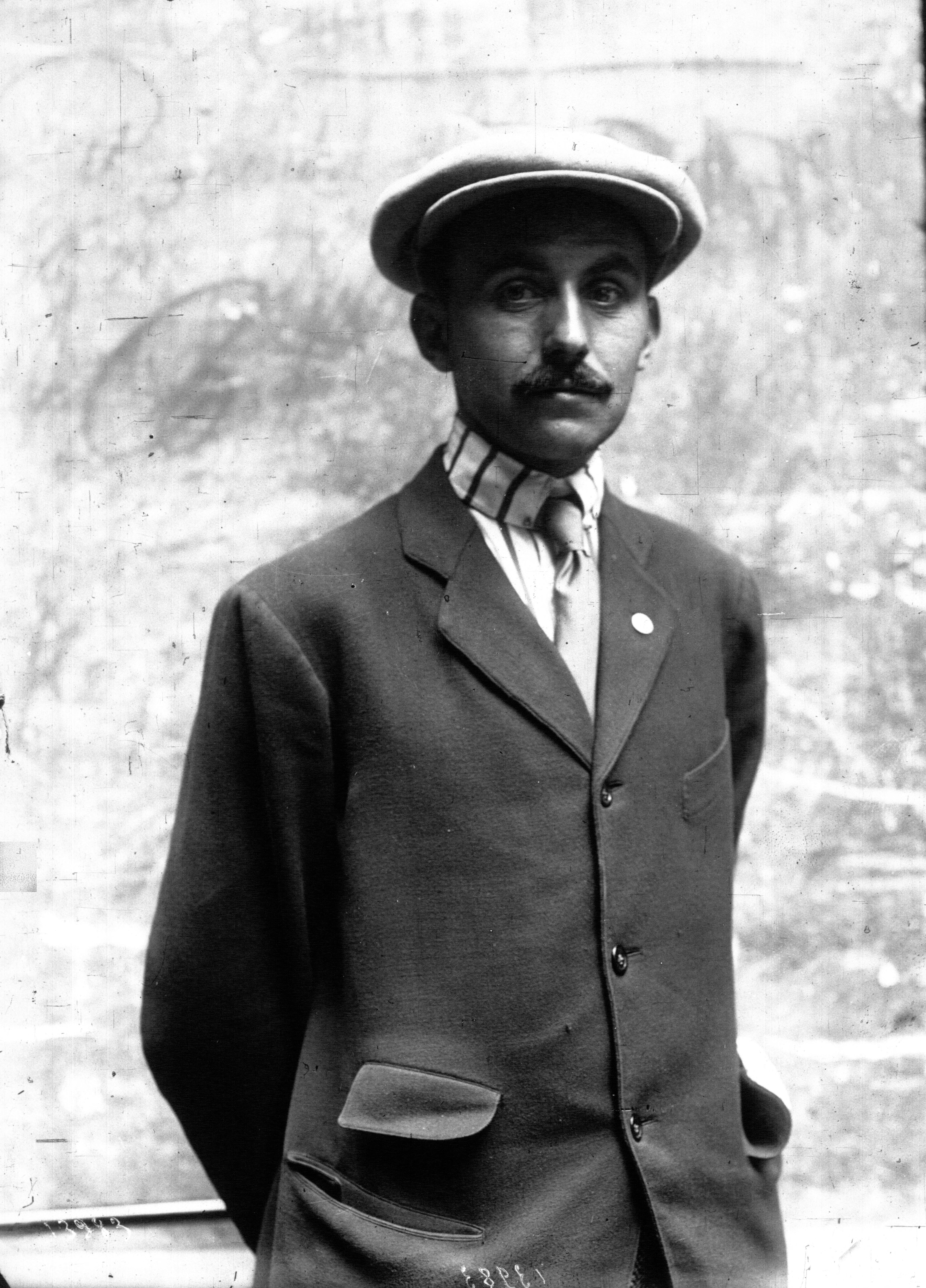
Lucien Petit-Breton en 1911.

Le journaliste Jacques Augendre, spécialiste du cyclisme, présente Lucien Petit-Breton comme un coureur dont on appréciait « l'intelligence, l'esprit méthodique et le don d'observation. » Il dispose de qualités de rouleur exceptionnelles et d'une endurance supérieure aux autres coureurs, ce qui lui permet de s'imposer sur des courses longues et redoutables, à l'image de sa victoire sur la classique Milan-San Remo en 1907 ou de son succès sur le Bol d'or, une épreuve de 24 heures. Le docteur Deschamps de Roye-Hébert, rédacteur du magazine La Vie au grand air, le décrit comme le coureur « le plus sympathique » du peloton, « courageux à l'excès, flegmatique voulu ».
Passionné d'écriture, Lucien Petit-Breton est considéré comme le premier intellectuel du peloton. Après sa victoire sur le Tour de France 1908, il publie notamment un livre de conseils, Comment je cours sur route,, et participe également à la rédaction d'un ouvrage intitulé Le cyclisme, publié en 1912 et qui témoigne de ses qualités d'observateur de la compétition cycliste. Il collabore régulièrement dans les colonnes de La Vie au grand air. Tout en soulignant les qualités humaines des coureurs cyclistes qui sont alors souvent considérés comme des « brutes », il refuse tout héroïsme : « Le Tour de France est la course qui semble peut-être la plus dure, la plus pénible, et pourtant j'avoue que le public s'exagère beaucoup les efforts et les fatigues qu'il nécessite. [...] La machine humaine est prodigieusement organisée et s'adapte à tout ce qu'on exige d'elle. Il convient seulement de bien remonter son mécanisme ».

## Hommages et postérité

### Univers de fiction
Dans La Grande Illusion, film de Jean Renoir sorti en 1937, le personnage du lieutenant Maréchal, interprété par Jean Gabin, cite le nom de Petit-Breton en évoquant des coureurs de renom du Tour de France.
En 1978, le personnage de Lucien Petit-Breton est interprété par le comédien Jacques Giraud dans un épisode de la quatrième saison de la série télévisée Les Brigades du Tigre. Cet épisode, intitulé L'ange blanc, met en scène les meurtres de coureurs pendant le Tour de France.

### Usage du patronyme
En matière toponymique, la ville de Béziers, dans l'Hérault, a nommé l'un de ses squares Lucien-Petit-Breton. Mais c'est en Bretagne que l'on trouve le plus d'hommages au champion : le complexe sportif omnisports de Pénestin (56), où il est enterré, porte son nom ; comme une rue dans la commune de Bédée (Ille-et-Vilaine). La ville de Nantes (Loire-Atlantique) possède son stade vélodrome Petit-Breton où une stèle lui rendant hommage a été posée le 9 septembre 1994. Une plaque commémorative est aussi apposée sur sa maison natale à Plessé (Loire-Atlantique).

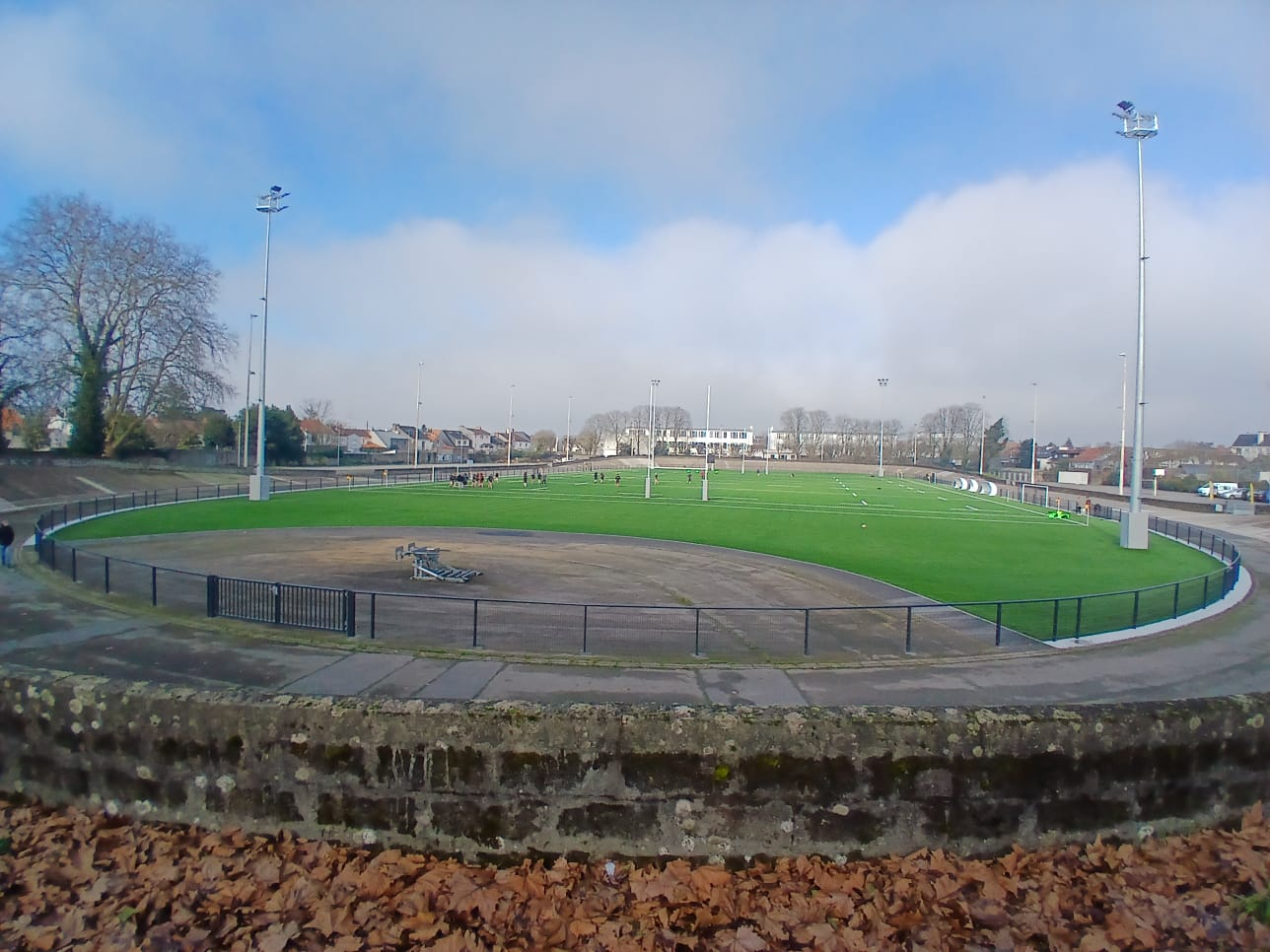
Stade - vélodrome Petit Breton à Nantes.
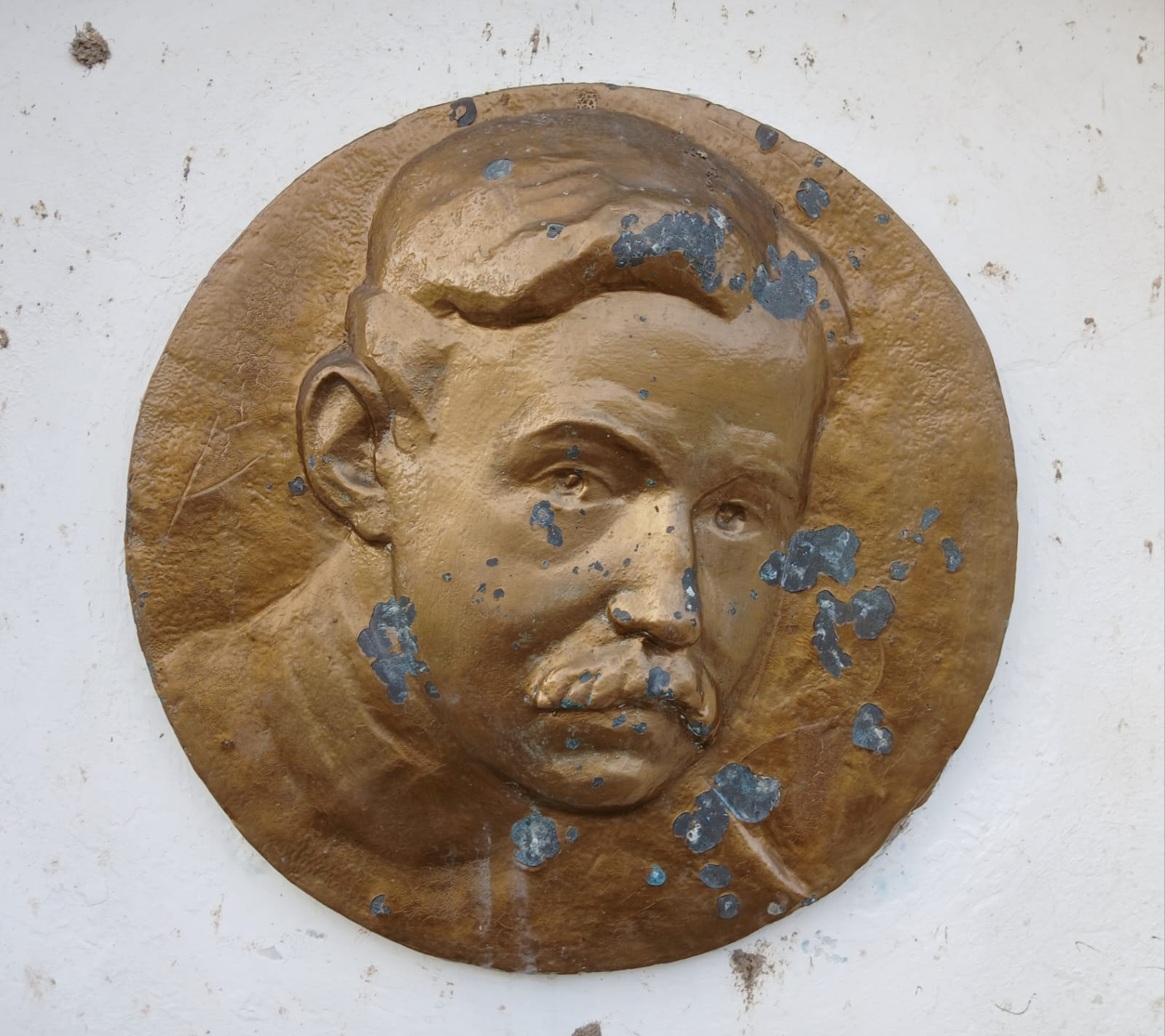
Médaillon sur la stèle du stade-vélodrome de Nantes.

À Vallet (Loire-Atlantique) où Petit-Breton s'est marié, les vignerons de la commune ont produit en septembre 2007 une cuvée spéciale de Muscadet en l'honneur du champion et de sa première victoire au Tour de France. Sur place la même année, l'association Les Amis de Petit-Breton entretient la mémoire du coureur et organise une première randonnée cycliste. À sa dissolution en 2013, l'association remet un don financier au profit de deux associations cyclistes locales.
À Carhaix-Plouguer (Finistère), la ville a décidé en 2016, dans un but de développement artistique, culturel et touristique, de créer un panthéon des Bretons les plus populaires. Pour ce projet, elle passe commande d'une statue représentant les « 4 As bretons du vélo » — Louison Bobet, Bernard Hinault, Lucien Petit-Breton et Jean Robic —, tous les quatre anciens vainqueurs du Tour de France, et cela auprès de la sculptrice Annick Leroy. Cette œuvre artistique a été dévoilée le 2 juillet 2018, en présence de Bernard Hinault.
En 1920, en hommage à son défunt mari, Marie-Madeleine Mazan créé la marque de vélo Petit-Breton. Elle disparaît dans les années 1970, avec l'avènement de l'automobile.
La marque renaît en 2018 sous l'impulsion de Robin Cojean, ingénieur Arts et Métiers et passionné de vélo. Petit-Breton devient ainsi une marque spécialisée dans la fabrication française de vélos éco-conçus et sur-mesure.

## Palmarès
Lucien Petit-Breton est le premier coureur cycliste à remporter deux fois le Tour de France. Il est également le premier vainqueur de la classique italienne Milan-San Remo. Sur la piste, il gagne l'épreuve d'endurance du Bol d'or en 1904 et établit le record du monde de l'heure l'année suivante avec une distance de 41,110 kilomètres. Les principaux éléments de son palmarès sont présentés ci-après.

### Palmarès sur route
- 1905
  - 5e du Tour de France
- 1906
  - Paris-Tours
  - 4e du Tour de France
- 1907
  - Milan-San Remo
  - Tour de France : 
    - Classement général
    - 9e et 11e étapes

  - 2e de Paris-Hesdin
- 1908
  - Tour de Belgique :
    - Classement général
    - 1re, 4e, 5e et 6e étapes

  - Paris-Bruxelles
  - Tour de France :
    - Classement général
    - 2e, 7e, 9e, 11e et 14e étapes
- 1910
  - 3e du championnat de France sur route
- 1911
  - 5e étape du Tour d'Italie
- 1912
  - 2e de Bordeaux-Paris
  - 3e de Paris-Tours
  - 3e de Paris-Menin

### Résultats sur les grands tours

#### Tour de France
9 participations
- 1905 : 5e du classement général
- 1906 : 4e du classement général (vainqueur dans la catégorie des poinçonnés, ceux qui ne changeaient pas de vélo ni de roues sur ennuis mécaniques)
- 1907 : Vainqueur du classement général et de deux étapes, leader du classement pendant 5 jours
- 1908 : Vainqueur du classement général et de cinq étapes, leader du classement pendant 13 jours
- 1910 : abandon (7e étape)
- 1911 : abandon (1re étape)
- 1912 : abandon (2e étape)
- 1913 : abandon (14e étape)
- 1914 : abandon (9e étape)

#### Tour d’Italie
4 participations
- 1909 : non-partant (2e étape)
- 1910 : abandon (4e étape)
- 1911 : abandon (11e étape), leader du classement général pendant une étape et vainqueur de la 5e étape
- 1914 : abandon (1re étape)

### Palmarès sur piste
- 1902
  - 2e du Bol d'or
- 1904
  - Bol d'or (852 km en 24 heures)
- 1909
  - Buffalo Cup[60]
- 1912
  - 2e des Six jours de Bruxelles (avec Léon Comès)
- 1913
  - 2e des Six heures de Paris (avec Léon Comès)

## Publications
- Lucien Petit-Breton (préf. Henri Desgrange), Comment je cours sur la route, Paris, Librairie de l'auto, 1908 (BNF 39058394, lire sur Wikisource, lire en ligne)
- Marcel Viollette, Lucien Petit-Breton, Thornwald Ellegaard, Louis Darragon, Gaston Rivierre, Paul Meyan, Ernest Mousset (préf. Henri Desgrange), Le cyclisme, 1912 (lire en ligne)